# Língua fula de Adamaua
A língua Adamaua Fulfulde (ISO 639-3) , também chamada fula de Adamaua, Biira, Boulbe, Domona, Dzemai, fula Oriental, Foulfoulde, Gapelta, Palata, Paldena, Paldida, Pelta Fno, Peul, Peulh, Pladina, Pule, Pullo, Sanyo, Taareyo, Zaakosa e Zemay, é um dialeto Fulfulde falado principalmente em Camarões, onde são cerca de 670 mil falantes. Há falantes também no Chade (90 mil), no Sudão e na Nigéria, onde a língua é uma das oficiais.
Faz parte que faz parte da família das línguas nigero-congolesas e tem como sub-dialetos Maroua, Garoua, Ngaondéré, Kambariire, Fulfulde Nômade, Bilkiri) e Gombe.
No Sudão linguagem é falada em Cordofão e no Chade no departamento de Lac Léré, região Mayo-Kebbi Ocidental. 

## Escrita
A língua tem escritas com o alfabeto árabe e com o alfabeto latino, esse último com as 26 letras tradicionais com acréscimo do Ny e de formas adicionais próprias para B, D, N, Y.